# アンドレス・ロメロ (2003年生のサッカー選手)
アンドレス・ホスエ・ロメロ・トクーヨ（Andrés Josué Romero Tocuyo、2003年3月7日 - )は、ベネズエラ・モナガス州マトゥリン出身のプロサッカー選手。リーガFUTVE・モナガスSC所属。ポジションはMF。

## クラブ経歴
2019年に16歳で地元のモナガスSCのトップチームに昇格。10月27日のカラボボFC戦でプロデビュー。翌2020年シーズンに18試合に出場すると、2021年シーズンは主力選手に成長。9月9日のミネロス・デ・グアヤナ戦でプロ初ゴールを記録。同年シーズンは26試合2ゴールを記録。2022年シーズンは開幕戦の同じくミネロス・デ・グアヤナ戦でプロ初のハットトリックを達成した。

## 代表歴
2022年にU-20ベネズエラ代表に招集。更に9月にはフル代表にも招集され、27日のUAE戦で、後半21分にトマス・リンコンとの交代で起用され、代表デビュー。試合も4-0で大勝した。